# 巴特森嶺
68°5′S 66°53′W / 68.083°S 66.883°W
巴特森嶺（英語：Butson Ridge）是南極洲的山嶺，位於葛拉漢地的法利埃海岸，處於東北冰川的北岸，最高點海拔高度1,305米，在1936年由英國探險隊測量，現時由南極條約體系管理。